# Perissodus microlepis
Espèce
Statut de conservation UICN

 LC  : Préoccupation mineure
Perissodus microlepis est une espèce de poissons de la famille des Cichlidés endémique du lac Tanganyika en Afrique.